# Josip Čorak
Josip Čorak (* 14. Juni 1943 in Rastoka, Lika, Unabhängiger Staat Kroatien; † 28. November 2023) war ein jugoslawischer Ringer. Er gewann bei den Olympischen Spielen 1972 in München eine Silbermedaille und war Europameister 1969 in Modena jeweils im griechisch-römischen Stil im Halbschwergewicht.

## Werdegang
Der gebürtige Kroate begann im Alter von 18 Jahren in Gospić mit dem Ringen. Im Laufe seiner Karriere stand er auch noch bei den Clubs „Lokomotive“, „Sljeme“ und „Lika“ in Zagreb auf der Matte. Er rang in beiden Stilarten, griechisch-römisch und freier Stil, hatte aber seine größeren Erfolge im griechisch-römischen Stil.
Seine erste jugoslawische Meisterschaft gewann Čorak im Jahre 1966 im Halbschwergewicht (griech.-röm. Stil). Bis zum Jahre 1976 folgten noch zehn weitere Titel im Halbschwer- bzw. Schwergewicht. Seinen ersten Start bei einer internationalen Meisterschaft absolvierte er bei der Weltmeisterschaft im Jahre 1965 in Tampere im griech.-röm. Stil. Dort kam er im Halbschwergewicht auf den 10. Platz. Nach weiteren Platzierungen in diesem Bereich bei Welt- und Europameisterschaften in den Jahren 1966 bis 1968 gelang ihm im Jahre 1969 bei der Europameisterschaft in Modena der Durchbruch. Er gewann dort im Halbschwergewicht mit vier Siegen den Titel. 
Auch im Jahre 1970 war er sehr erfolgreich. Bei der Europameisterschaft dieses Jahres in Ost-Berlin gewann er im Halbschwergewicht eine Bronzemedaille und bei der Weltmeisterschaft des gleichen Jahres in Edmonton in Kanada belegte er einen sehr guten vierten Platz. Bemerkenswert dabei ist, dass er bei dieser Weltmeisterschaft in seinen fünf Kämpfen ungeschlagen blieb. Er siegte dreimal und rang mit dem polnischen Weltklasseringer Czesław Kwieciński und mit dem sowjetischen Olympiasieger und vielfachen Weltmeister Waleri Resanzew unentschieden.
1971 kam er bei der Weltmeisterschaft in Sofia im freien Stil im Halbschwergewicht auf den 6. Platz. Zum Höhepunkt seiner Laufbahn wurden die Olympischen Spiele 1972 in München. Josip Čorak war dort in hervorragender Form und gewann im Halbschwergewicht die Silbermedaille. Er besiegte dabei auch den früheren Olympiasieger Lothar Metz aus Rostock und den starken Rumänen Nicolae Neguț, rang gegen Czesław Kwieciński unentschieden und unterlag im entscheidenden Duell um die Goldmedaille Waleri Resanzew knapp nach Punkten.
Nach diesem Erfolg beendete er seine internationale Ringerlaufbahn, rang aber auf nationaler Ebene noch einige Jahre weiter. Mit dem von ihm 1966 gegründeten Club „Lika“ Zagreb wurde er in den Jahren 1971, 1975 und 1976 jugoslawischer Mannschaftsmeister und belegte bei der europäischen Mannschaftsmeisterschaft 1972 und 1975 jeweils den 3. Platz.
Josip Čorak war auch bei den Veteranen (ab 35 Jahre) ein ungewöhnlich erfolgreicher Ringer. Er gewann hier zehnmal den Weltmeistertitel. Später war er Vize-Präsident bei „Lika“ Zagreb.

## Internationale Erfolge
(OS = Olympische Spiele, WM = Weltmeisterschaft, EM = Europameisterschaft, GR = griech.-.röm. Stil, F = freier Stil, Hs = Halbschwergewicht (bis 1968 bis 97 kg, ab 1969 bis 90 kg Körpergewicht), S = Schwergewicht, ab 1969 bis 100 kg Körpergewicht)
- 1965, 2. Platz, „Iwan-Poddubny“-Turnier in Baku, GR, Hs; hinter Alexei Karmatski UdSSR;
- 1965, 2. Platz, Turnier in Prag, GR, Hs;
- 1965, 10. Platz, WM in Tampere, GR, Hs, nach Niederlagen gegen Per Svensson, Schweden und Czesław Kwieciński, Polen;
- 1965, 3. Platz, „Iwan-Petrow“-Turnier in Chaskowo, GR, Hs;
- 1966, 2. Platz, „Iwan-Poddubny“-Turnier in Minsk, GR, Hs; hinter Vassili Merkulov UdSSR;
- 1966, 3. Platz, Balkan-Spiele in Ljubljana, GR, Hs, hinter Stefan Petrow, Bulgarien u. Lü, Türkei und vor Pawel, Rumänien;
- 1966, 10. Platz, EM in Essen, GR, Hs, mit Unentschieden gegen Czesław Kwieciński und Heinz Kiehl, BRD u. einer Niederlage gegen Aimo Mäenpää, Finnland;
- 1967, 3. Platz, Turnier in Klippan/Schweden, GR, Hs, hinter Per Svensson u. Jürgen Klinge, DDR u. vor Tore Hem, Norwegen;
- 1967, 7. Platz, EM in Minsk, GR, Hs, mit einem Sieg über Peter Jutzeler, Schweiz u. Unentschieden gegen Tore Hem u. Per Svensson;
- 1967, 2. Platz, Mittelmeer-Spiele in Tunis, GR, Hs, hinter Ömer Topuz, Türkei u. vor Vito Loiacono, Italien;
- 1967, 2. Platz, Mittelmeer-Spiele in Tunis, F, Hs, hinter Huseyin Gürsoy, Türkei u. vor Marcel Levasseur, Frankreich;
- 1967, 9. Platz, WM in Budapest, GR,Hs, mit einem Sieg über Tore Hem, einem Unentschieden gegen Ferenc Kiss, Ungarn u. einer Niederlage gegen Czesław Kwieciński;
- 1969, 1. Platz, EM in Modena, GR,Hs, mit Siegen über Tore Hem, Enzo Nobili, Italien, Bernard Philippe, Luxemburg u. Roland Andersson, Schweden;
- 1970, 3. Platz, EM in Berlin-Ost, GR, Hs, mit Siegen über Bernard Philippe, Hakon Överby, Norwegen u. László Sillai, Ungarn, einem Unentschieden gegen Czesław Kwieciński u. einer Niederlage gegen Lothar Metz, DDR;
- 1970, 4. Platz, WM in Edmonton/Kanada, GR, Hs, mit Siegen über Wayne Baugham, USA, László Sillai u. Ron Lappagae, Kanada und Unentschieden gegen Czesław Kwieciński u. Waleri Resanzew, UdSSR;
- 1970, 12. Platz, WM in Edmonton/Kanada, F, Hs, nach Niederlagen gegen Bill Harlow, USA u. Russi Petrow, Bulgarien;
- 1971, 1. Platz, Mittelmeer-Spiele in Izmir, GR, Hs, vor Ibrahim Kumas, Türkei u. Hochem Muharrem, Syrien;
- 1971, 6. Platz, WM in Sofia, GR, Hs, mit Siegen über Conny Svensson, Schweden, Michel Grangier, Frankreich u. Günter Kowalewski, BRD u. Niederlagen gegen Jozsef Percsi, Ungarn u. Nicolae Neguț, Rumänien;
- 1972, Silbermedaille, OS in München, GR, Hs, mit Siegen über Barend Kops, Niederlande, Lothar Metz u. Nicolae Neguț, einem Unentschieden gegen Czesław Kwieciński u. einer Niederlage gegen Waleri Resanzew

## Jugoslawische Meisterschaften
Josip Čorak wurde 1966 und 1967 jugoslawischer Meister im Halbschwergewicht und von 1968 bis 1976 neunmal in Folge jugoslawischer Meister im Schwergewicht (griech.-röm. Stil).